# Bertrand Piccard
Bertrand Piccard (Lausanne, Suïssa, 1 de març de 1958) ės un metge psiquiatra, aviador, aeronauta i explorador suís. Juntament amb el britànic Brian Jones, el 1999 va realitzar la primera volta món en globus aerostàtic, a bord del Breitling Orbiter 3, i va co-desenvolupar i co-pilotar, amb André Borschberg, l'avió solar Solar Impulse, el qual va fer la volta al món entre el març del 2015 i el juliol del 2016.

## Antecedents familiars

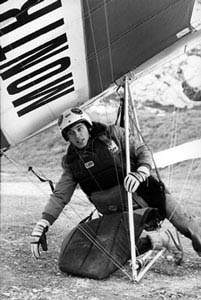
Bertrand Piccard el 1982

El seu avi, Auguste Piccard, físic especialitzat en raigs còsmics, va ser la primera persona, el 1931, en arribar a l'estratosfera, a més de 15 quilòmetres d'altura, en globus aerostàtic. Durant la seva infancia, en la dècada de 1960, Bertrand Piccard va viure a Florida, on el seu pare, Jacques Piccard, que havia dissenyat i provat batiscafs per a l'exploració en aigües profundes, aconseguint baixar fins a 11.000 metres de profunditat, treballava per al grup Grumman encarregat de dur a terme el mòdul lunar del programa Apol·lo. Wernher von Braun, un gran admirador d'Auguste Piccard des de la infància, es va convertir en un amic de la família Piccard, i durant els enlairaments de coets Saturn V de les missions Apol·lo 7 al 12, va permetre al jove Piccard assistir en directe als seus llançaments. Així, el mateix 16 de juliol de 1969, Piccard, amb només 11 anys, va poder seguir en directe des de Cap Canaveral el llançament de l'Apol·lo 11, que tres dies després permetria l'arribada dels primers éssers humans a la Lluna. Piccard, encara jove, es va convertir en un expert pilot d'ala delta i, més tard, en pilot d'avions ultralleugers i de globus d'aire calent.

## Formació
Piccard va estudiar i va exercir la Psiquiatria, utilitzant l'autohipnosi per gestionar situacions extremes, com les fòbies, o reconduir hàbits fallits en els seus pacients. Encara que es va formar com a psiquiatre i va establir una pràctica a Lausana, va continuar dedicant una gran part del seu temps a anar amb globus. Més endavant, durant el desenvolupament de la seva activitat aeronàutica tindrà oportunitat de portar a la pràctica, en la seva pròpia experiència, alguns dels coneixements científics adquirits sobre l'autohipnosi.

## Activitats aeronàutiques
El 1992 Piccard i Wim Verstraeten van creuar l'Oceà Atlàntic, avançant al Transatlantic Challenge Chrysler. Posteriorment, tots dos van fer dos intents fallits per circumdar el globus: el primer, el 1997, va acabar amb una fuita de combustible que alliberà fums tòxics en la seva cabina; el segon intent, un vol de 1998, amb el "Breitling Orbiter 2", va acabar en un camp d'arròs a Myanmar (Birmània).

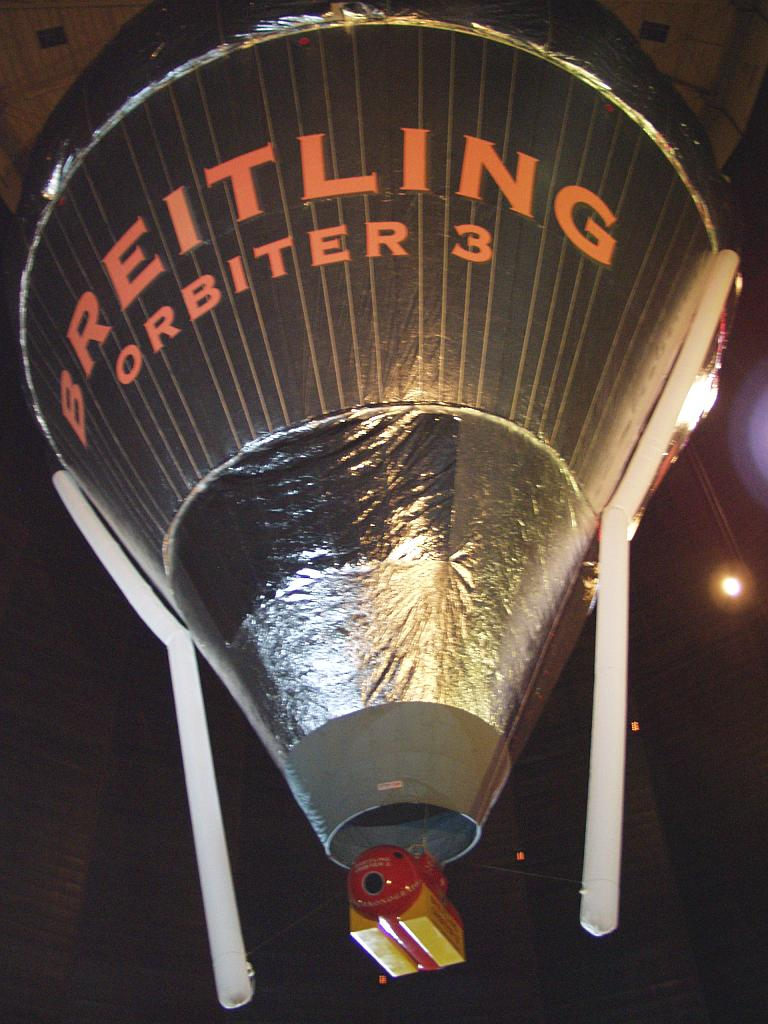
Globus "Breitling Orbiter 3" amb la qual Bertrand Piccard va circumnavegar el món el 1999

El 20 de març de 1999, juntament amb el copilot britànic Brian Jones, van completar la primera circumnavegació sense escales, fent la volta al món a bord d'un globus aerostàtic. El viatge, iniciat per Piccard i Jones l'1 de març a bord del "Breitling Orbiter 3", va tenir una durada de 19 dies, 21 hores i 55 minuts. Des dels Alps suïssos, el globus, després d'enlairar-se, va recórrer parts d'Europa, Àfrica, Àsia, Amèrica Central, el Pacífic i l'Atlàntic. Picard i Jones es van convertir, així, en els primers homes a aconseguir fer la volta al món sense escales en globus, completant la seva gesta, a l'altura de Mauritània i aterrant al desert d'Egipte, al sud-oest del Caire, després d'un periple al voltant de la Terra de 46.759 quilòmetres. A la seva arribada a Ginebra van ser rebuts com a herois.
En els mesos previs al vol triomfal de Piccard i Jones, altres destacats personatges, com el multimilionari britànic Richard Branson i l'aventurer nord-americà Steve Fossett, van fracassar en els seus intents de fer la volta al món amb globus. Piccard i Jones es van veure obligats a obviar diverses zones d'exclusió aèria. No obstant això, se'ls va concedir permís per volar sobre el sud de la Xina. El seu històric vol va concloure amb un aterratge segur prop de les piràmides de Gizeh, a Egipte, el 21 de març.
El 2003, amb l'enginyer suís i pilot André Borschberg, Piccard va llançar Solar Impulse, un projecte que tenia coma objectiu final desenvolupar i llançar un avió impulsat per energia solar capaç de circumnavegar el globus. El primer d'aquests avions Solar Impulse, es va completar el 2009, i un pas important es va produir quan l'avió, pilotat per Borschberg, va completar un vol de 26 hores sobre Suïssa el 7-8 de juliol del 2010, convertint-se en el primer avió impulsat exclusivament per energia solar que va aconseguir volar tant durant el dia com a la nit. Altres fites pioners inclouen un vol internacional de Payerne, Suïssa, a Brussel·les, Bèlgica, al maig del 2011 i, al juny, de Brussel·les a París; i un vol transcontinental de 19 hores des de Madrid, Espanya, a Rabat, el Marroc, el 2012. Per Bertrand Piccard, però, el projecte "Solar Impulse" (patrocinat per l'empresa química, Solvay, la rellotgera, Omega, i l'entitat bancària Deutsche Bank) pretén mostrar el que es pot aconseguir amb el desenvolupament de les modernes tecnologies aplicades a les energies renovables.

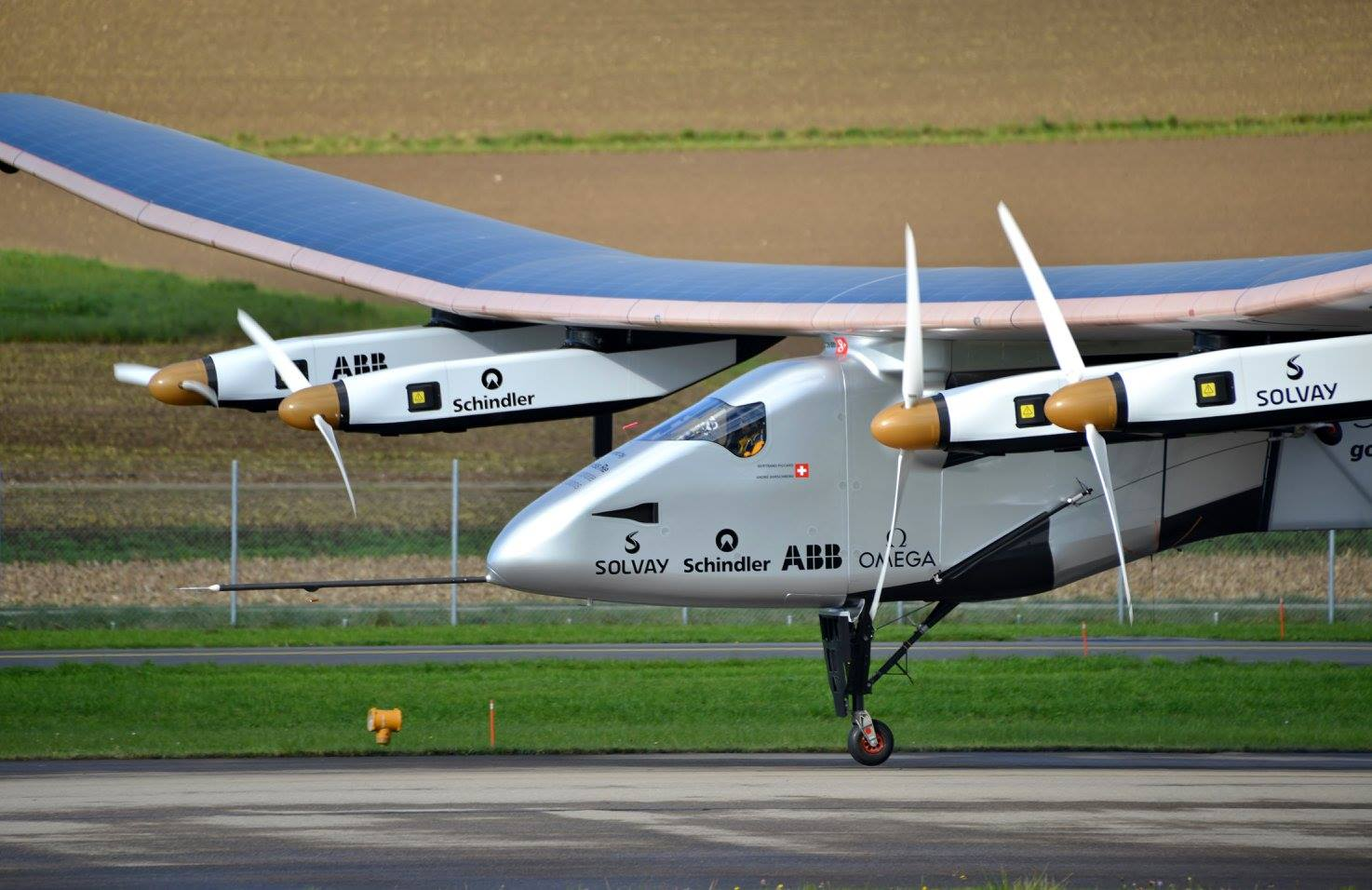
El "Solar Impulse 2", pilotat per Piccard, enlairant-se de la base aèria de Payerne el novembre de 2014

En 2011 va començar la construcció del Solar Impulse 2, destinat a ser utilitzat en l'intent de volar al voltant del món. L'avió es va acabar en 2014. Borschberg va enlairar d'Abu Dhabi el 9 de març de 2015, per iniciar la volta al món. Piccard i Borschberg van volar en diferents etapes durant el vol. Borschberg va aterrar a Kalaeloa, Hawaii, el 3 de juliol Les bateries s'havien reescalfat en el vol des del Japó a Hawaii, de manera que la circumnavegació es va allargar fins al 2016. El Solar Impulse 2 s'enlairà de nou el 9 de març de 2016, d'Abu Dhabi. Va romandre a l'aire durant 118 hores en el vol de Nagoya, Japó, a Kalaeloa, el vol en solitari més llarg mai realitzat. Es va completar el seu viatge al voltant del món el 26 de juliol, quan l'avió va aterrar de nou a Abu Dhabi amb Piccard als comandaments.

## Plans de futur
Després de completar la volta al món, Piccard vol seguir treballant amb la plataforma Solar Impulse amb la intenció de contribuir al foment de tecnologies netes. En concret, pretén desenvolupar el projecte d'un Solar Impulse 3, sense pilot, teledirigit, que aconsegueixi volar durant mesos, o inclús anys, en l'alta atmosfera, impulsat només per l'energia solar, i que podria albergar antenes per a GSM, Wi-Fi, telecomunicacions, i altres objectes relacionats, reivindicant la seva utilitat i economia, especialment, pel que fa a les nacions en desenvolupament, que requereixen de satèl·lits.

## Reconeixements
Piccard va ser guardonat amb la Legió d'Honor pel govern francès el 2001. Va ser nomenat Doctor Honoris Causa per la Universitat Catòlica de Lovaina. També ha estat distingit amb l'Ordre Olympique, la Médaille de Jeunesse et Sports (classe or), la Médaille de l'Aéronautique, Oficial de l'Ordre des Alaouites (Marroc), a més d'altres distincions de la Federació Aeronàutica Internacional (FAI), de la National Geographic Society, del Club d'Exploradors i d'altres associacions aeronàutiques, científiques i esportives.